# 近川西鳞毛蕨
近川西鳞毛蕨（学名：Dryopteris neorosthorni）为鳞毛蕨科鳞毛蕨属下的一个种。